# Міграції риб

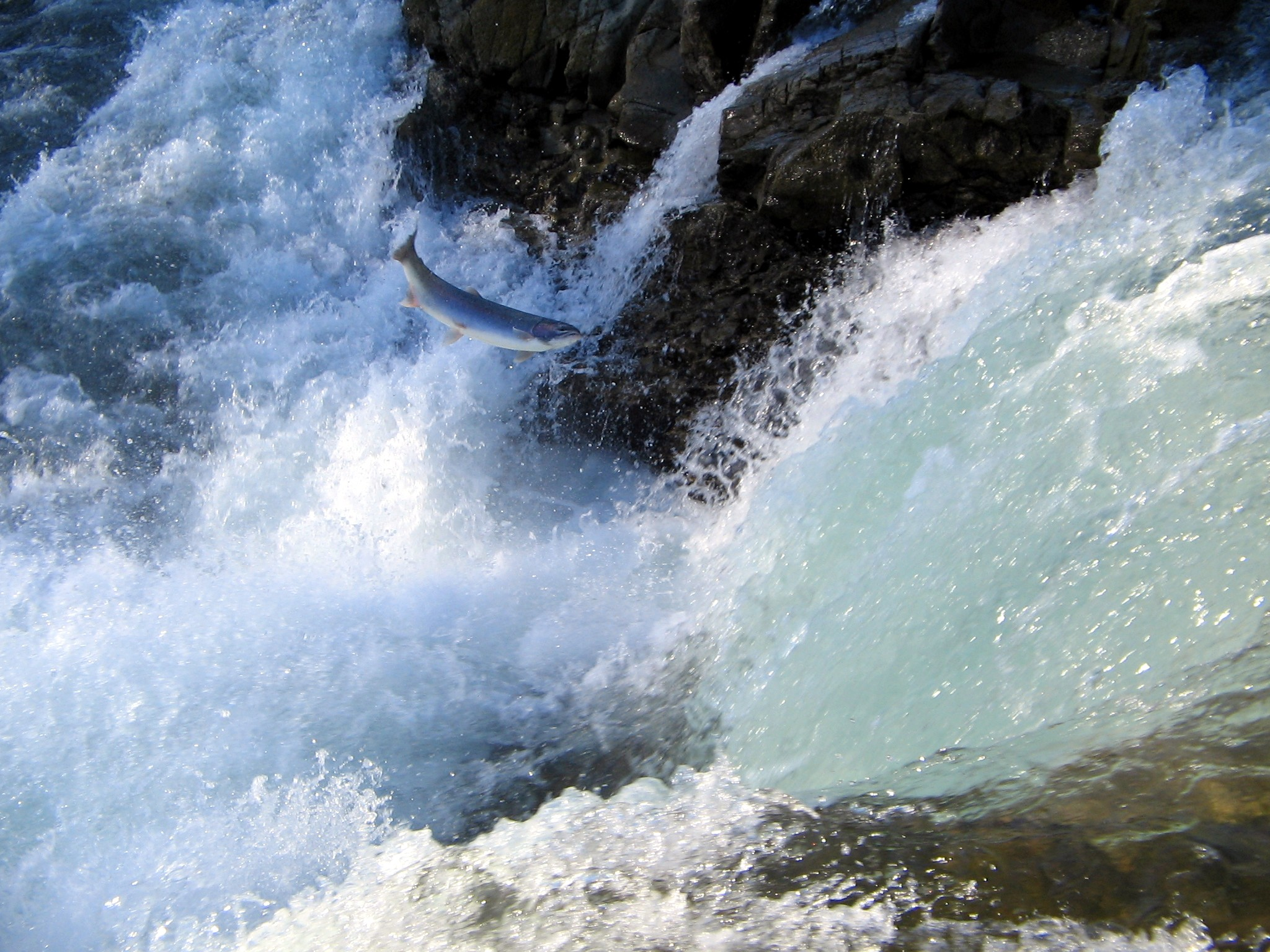
Багато видів лососевих анадроми і мігрують на великі відстані до річок і каналів для розмноження

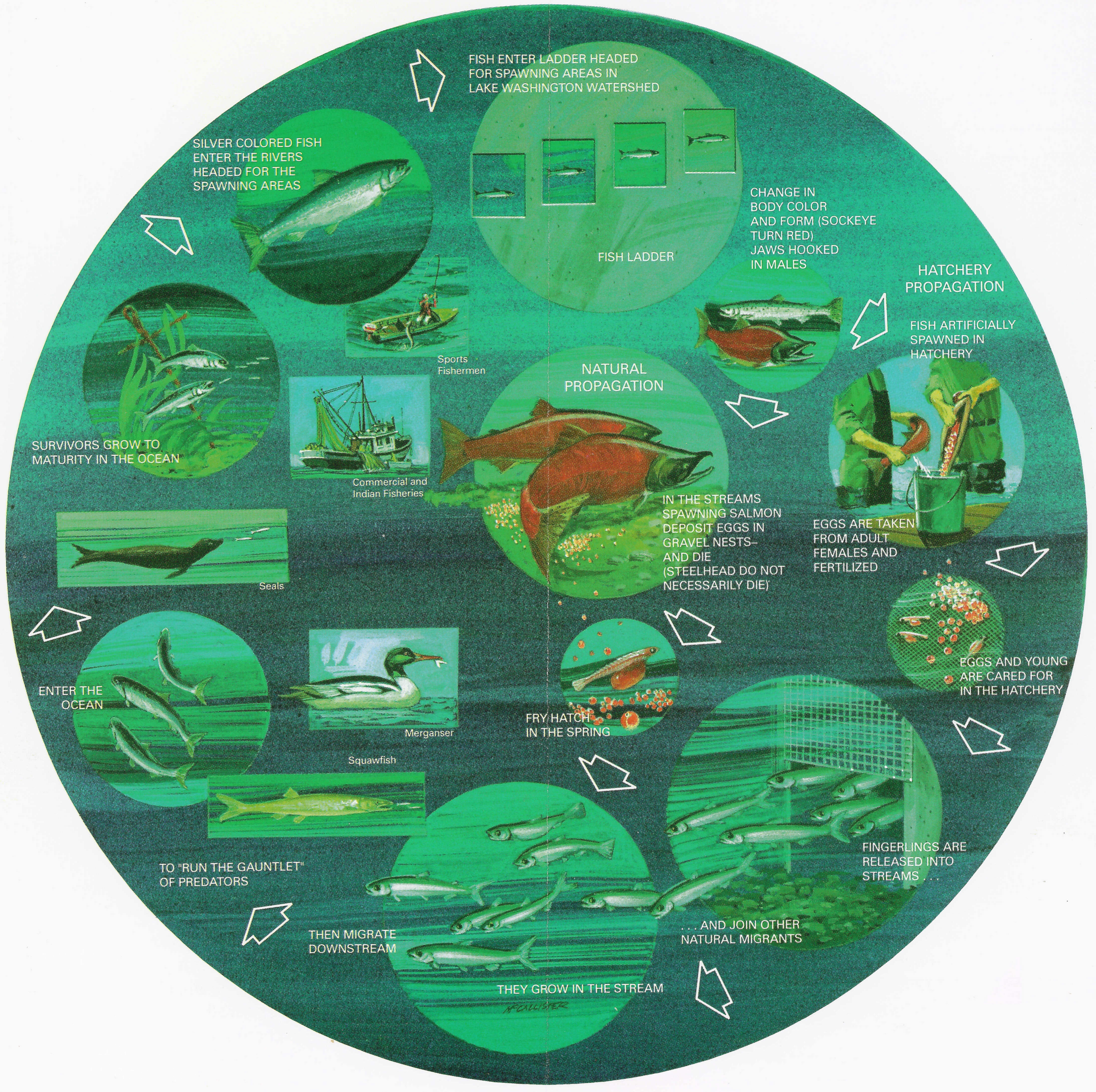
Життєвий цикл риб анадромів. З буклету Федерального уряду США

Багато видів  риб здійснюють регулярні міграції, частота яких варіюється від щоденних до щорічних, а відстань — від декількох метрів до тисяч кілометрів. Міграції зазвичай пов'язані з видобутком їжі або розмноженням, хоча в окремих випадках причини міграції досі не з'ясовано.

## Класифікація мігруючих риб
Діадроми (дав.-гр. δια- — приставка зі значенням наскрізного руху) здійснюють міграції з солоних вод до прісних і навпаки. Розрізняють три типи діадромів:
Анадроми (дав.-гр. ἀνα- — вгору) живуть в морях, розмножуються у прісній воді.
Катадроми (дав.-гр. κατα- — вниз) живуть у прісних водах, розмножуються в морі.
Амфідроми (дав.-гр. ἀμφι- — обидва) переміщаються між прісними і солоними водами протягом життєвого циклу, але не з метою розмноження.
Потамодроми (дав.-гр. ποταμός — річка) здійснюють міграції тільки у прісних водах.
Океанодроми (дав.-гр. ὠκεανός — океан) мігрують лише в солоній воді.

## Найвідоміші види мігруючих риб
Найвідомішими анадромами є п'ять видів тихоокеанського лосося. Вони вилуплюються з ікри в невеликих прісних річках, мігрують вниз за течією і живуть в морі від двох до шести років (зазвичай 4 роки), потім повертаються в ті ж місця, звідки спочатку мігрували, метають ікру і незабаром вмирають. Лососеві здатні подолати сотні кілометрів проти течії, і люди повинні встановлювати рибопропускні споруди на греблях, щоб дозволити рибам проплисти. Також анадромамі є деякі пструги, осетрові, оселедцеві. У родині коропових представниками анадромних видів є угаї.
Прикладом катадромів є прісноводний вугор родини вугрових, чиї личинки можуть протягом декількох місяців і навіть років переміщатися у відкритому океані, перш ніж повернутися в рідну річку за сотні кілометрів.
До амфідромів відноситься такий вид, як акула-бик (мешкає в  озері Нікарагуа в  Центральній Америці і в  африканській річці Замбезі). У першому випадку міграція відбувається в Атлантичний океан, у другому — в Індійський.
Також поширена вертикальна міграція: багато морських видів риб вночі годуються біля поверхні, а в денний час повертаються на глибину. Деякі великі морські риби, наприклад тунці, щорічно мігрують з півночі на південь і навпаки, слідуючи за змінами  температури в океані. Міграції риб в прісній воді звичайно коротші: як правило, вони відбуваються з озера в річку і назад з метою розмноження.